# オススメッ!
『オススメッ!』は、1998年から2012年まで日本テレビで放送されていたJR東日本の一社提供によるミニ番組。毎回、JR東日本の営業エリアの鉄道路線とその付近の名物をタレントや文化人のコメントにより紹介する。第1回の出演は細川ふみえ。

## 放送時間
| 期間    | 期間    | 放送時間（日本時間） |
| ------- | ------- | -------------------- |
| 1998.04 | 2002.09 | 日曜日 21:54 - 22:00 |
| 2002.10 | 2005.03 | 月曜日 21:54 - 22:00 |
| 2005.04 | 2005.09 | 土曜日 21:54 - 22:00 |
| 2005.10 | 2012.03 | 土曜日 09:25 - 09:30 |

## ナレーター
- 初代：笛吹雅子（出演当時、日本テレビアナウンサー・1998.04 - 2001.12[1]）
- 2代目：大杉君枝（同上・2002.01 - 2006.12[2]）
- 3代目：松本志のぶ（同上・2007.01 - 03）
- 4代目：延友陽子（日本テレビアナウンサー・2007.04 - 2012.03）

## ネット局
| 放送対象地域 | 放送局                   | 系列     | 放送曜日・時間    |
| ------------ | ------------------------ | -------- | ----------------- |
| 関東広域圏   | 日テレ（NTV） （制作局） | NNN／NNS | 土曜9:25 - 9:30   |
| 富山県       | 北日本放送（KNB）        | NNN／NNS | 日曜23:26 - 23:30 |

### 過去のネット局
- 宮城テレビ放送（MMT）では当番組開始当初、日曜17:20 - 17:25に放送していた（遅れ日数、ネット終了時期不明）。
- CS★日テレが放送中の期間、CS★日テレでも放送されていたが、同局ではCMが放送されていなかったため、ノンスポンサー扱い（提供クレジット表示・アナウンスなし）で放送されていた。

## その他
- 『インターネットTVガイド』（『週刊TVガイド』のインターネット版）の放送当日更新分の番組表にて、日本テレビはミニ番組出演者（ナレーターなど声の出演含む）の氏名を掲載しない方針を取っているが、なぜか当番組ナレーター・延友アナの氏名は常に掲載されていた（ゲストは非掲載）。ちなみに同じ延友ナレーション番組でも「音のソノリティ」（日曜21時前に放送）は氏名非掲載。
- 延友アナがゲストとナレーターを兼ねた回がある。
- ネット局のうち、北日本放送のある富山県は、本来はJR西日本の営業エリアとなっている。